# U.S. Route 250
U.S. Route 250 (US 250) es una ruta de la red de carreteras federales, y un ramal de la U.S. Route 50.  Actualmente tiene una longitud de 514 millas (827 km) desde Sandusky, Ohio a Richmond, Virginia. La carretera recorre los estados de Virginia, Virginia Occidental, y Ohio. Pasa por las ciudades de Richmond, VA, Charlottesville, VA, Staunton, VA y Wheeling, WV. Al oeste de Pruntytown, la US 250 se interseca con la U.S. 50. En Virginia Occidental, la ruta está señalada como en sentido norte–sur, mientras que en Ohio y Virginia, la ruta está en sentido este–oeste.